# Kinsale
Kinsale (in gaelico irlandese Cionn tSáile / ˌk´un ˈtɑːl´ə) è un centro della contea di Cork, in Irlanda, situato a 25 km da Cork lungo la costa meridionale della nazione, sulla foce del fiume Bandon a pochissima distanza dal celebre promontorio Old Head of Kinsale.
Il villaggio è situato su un braccio di mare che si insinua all'interno della costa meridionale irlandese (Kinsale Harbour) formatosi con la foce del fiume e tipico di questa zona d'Irlanda. Le strade principali che lo raggiungono sona la R600 da Cork e la R605 da Innishannon.
È una meta turistica per gli irlandesi e anche per stranieri.

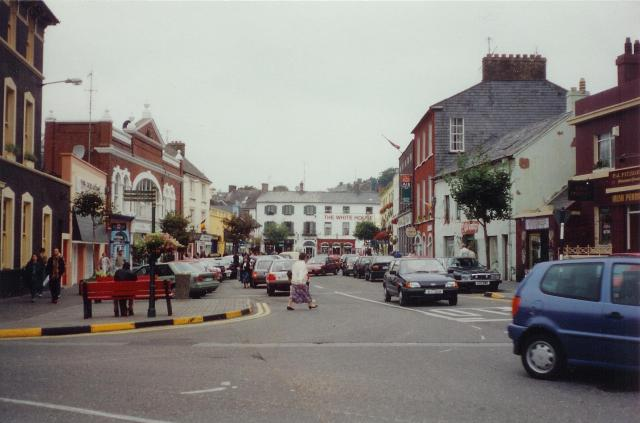
Central square, la piazza principale di Kinsale

## Storia
Poco si sa di Kinsale fino al 1601, quando fu teatro di una battaglia fra le forze inglesi e le truppe ispanico-irlandesi, sconfitte in quello che viene chiamato l'Assedio di Kinsale. Questo episodio contribuì in maniera determinante anche al cosiddetto Flight of Earls ("volo dei conti"), dove gran parte dell'aristocrazia gaelica lasciò l'isola per dirigersi nel continente europeo.
Del 1677 è il Fort Charles, situato nel villaggio di Summer Cove (molto vicino a Kinsale a tal punto che spesso sono considerati tutt'uno), un forte a stella eretto dagli inglesi per prevenire attacchi marittimi da parte di francesi e spagnoli al porto e alla cittadina. Nell'altra parte della baia è situato James Fort, collegato al primo da una catena subacquea che veniva tirata nel caso i nemici avessero attaccato vascelli che tornavano nel porto.
L'ultima pagina rimarchevole di storia di Kinsale, molto triste, fu il 7 maggio 1915 e giorni seguenti, quando il transatlantico RMS Lusitania fu affondato dai sottomarini tedeschi nei pressi dell'Old Head: parecchi naufraghi furono portati in città, altri a Cobh, e le operazioni di soccorso furono quasi interamente coordinate da Kinsale. Una statua nel porto commemora questo avvenimento.

## Aneddoti
L'8 ottobre 2005 Kinsale è stata la seconda città d'Irlanda (dopo Clonakilty) a ricevere il titolo di Fair Trade Town.